# إينجمار يوهانسون (منافس ألعاب قوى)
إينجمار يوهانسون (بالسويدية: Ingemar Johansson)‏ هو منافس ألعاب قوى سويدي، ولد في 25 أبريل 1924 في هاغفورس في السويد، وتوفي في 18 أبريل 2009.

## وصلات خارجية
- إينجمار يوهانسون على موقع اللجنة الأولمبية الدولية (الإنجليزية)
- إينجمار يوهانسون على موقع أوليمبيديا (الإنجليزية)
- إينجمار يوهانسون على موقع اللجنة الأولمبية السويدية (السويدية)